# Tordilho Negro
Tordilho Negro é uma canção composta pelo cantor gaúcho Teixeirinha, e gravada por ele no disco Teixeirinha No Cinema, de 1966. A letra conta a história de um desafio, aceito pelo narrador, de domar um cavalo xucro (redomão). A canção fez bastante sucesso, sendo regravada posteriormente por outros artistas, como o grupo Os Serranos e o cantor Mano Lima.
Segundo matéria do Jornal Folha do Mate o verdadeiro autor da música seria Dirceu Inácio Pires, também conhecido como Détio Pires. A versão original composta por Dirceu Inácio Pires seria uma valsa, depois gravada por Teixeirinha como chamamé.